# Stolarzowice (gromada)
Stolarzowice – dawna gromada, czyli najmniejsza jednostka podziału terytorialnego Polskiej Rzeczypospolitej Ludowej w latach 1954–1972.
Gromady, z gromadzkimi radami narodowymi (GRN) jako organami władzy najniższego stopnia na wsi, funkcjonowały od reformy reorganizującej administrację wiejską przeprowadzonej jesienią 1954 do momentu ich zniesienia z dniem 1 stycznia 1973, tym samym wypierając organizację gminną w latach 1954–1972.
Gromadę Stolarzowice z siedzibą GRN w Stolarzowicach (obecnie w granicach Bytomia) utworzono – jako jedną z 8759 gromad na obszarze Polski – w powiecie tarnogórskim w woj. stalinogrodzkim, na mocy uchwały nr 23/54 WRN w Stalinogrodzie z dnia 5 października 1954. W skład jednostki weszły obszary dotychczasowych gromad Stolarzowice i Górniki (z wyłączniem niektórych parceli z karty 2 obrębu Ptakowice) ze zniesionej gminy Stolarzowice oraz niektóre parcele z karty 2 obrębu Ptakowice z dotychczasowej gromady Ptakowice ze zniesionej gminy Zbrosławice w tymże powiecie. Dla gromady ustalono 27 członków gromadzkiej rady narodowej.
20 grudnia 1956 województwo stalinogrodzkie przemianowano (z powrotem) na katowickie.
1 stycznia 1958 gromadę Stolarzowice zniesiono w związku z nadaniem jej statusu osiedla (1 stycznia 1973 osiedle zniesiono, równocześnie reaktywując w powiecie tarnogórskim gminę Stolarzowice, którą 27 maja 1975 włączono do Bytomia).